# Повіт Хіґасі-Таґава
Пові́т Хіґасі-Таґава (яп. 東田川郡, ひがしたがわぐん, МФА: [çigaɕi tagawa guɴ]) — повіт в префектурі Ямаґата, Японія.